# 波号第二百十四潜水艦
波号第二百十四潜水艦（はごうだいにひゃくじゅうよんせんすいかん）は、日本海軍の未成潜水艦。波二百一型潜水艦の14番艦。戦後海没処分された。

## 艦歴
マル戦計画の潜水艦小、第4911号艦型の14番艦、仮称艦名第4924号艦として計画。1945年5月15日、三菱重工業神戸造船所で建造番号784番船として仮称艦名第4923号艦と同日に起工。
6月7日、波号第二百十四潜水艦と命名されて波二百一型潜水艦の14番艦に定められ、本籍を横須賀鎮守府と仮定。7月6日、艤装員事務所を神戸輪田製佛所内に設置し事務を開始。
終戦時は三菱造船所の船台上にあって未成。17日、工事中止が発令され工程40%で工事中止。
1946年4月16日、もしくは5月6日、紀伊水道でアメリカ海軍により海没処分された。

## 艤装員長
1. 吉田弘俊 大尉：1945年7月8日 - 1945年8月15日